# Laura Sánchez Soto
Laura Aleida Sánchez Soto (Guadalajara, 16 de outubro de 1985) é uma saltadora mexicana. Especialista no trampolim. campeã olímpica.

## Carreira

### Londres 2012
Laura Sánchez representou seu país nos Jogos Olímpicos de Verão de 2012, na qual conquistou uma medalha de bronze, no trampolim individual. 